# Провиденс (атолл)
Провиденс (англ. Providence Atoll) — атолл в составе группы островов Фаркуар Внешних Сейшельских островов. Протяжённость с севера на юг составляет около 30 км, с запада на восток — 10 км. Общая площадь 200 км². Площадь суши 1,5 км².
В состав атолла входят 2 коралловых острова:
- Провиденс — расположен на севере. Протяжённость с севера на юг 4 км, с востока на запад 0,4 км. Площадь чуть более 1 км². Существует небольшое поселение из 6 человек[1] в центральной и южной части острова. 9°14′ ю. ш. 51°03′ в. д.HGЯO.
- Серф — необитаемый остров, находится на юге. Расстояние до Провиденса 27 км. Длина 4 км, ширина 0,5 км. Площадь 0,5 км². 9°30′ ю. ш. 51°01′ в. д.HGЯO.

Острова известны своим изобилием рыбы. На Серфе естественным образом произрастают кокосовые пальмы.